# JSTL
JSP标准标签库（JSP Standard Tag Library）是Java EE网络应用程序开发平台的组成部分。它在JSP规范的基础上，扩充了一个JSP的标签库来完成一些通用任务，比如XML数据处理、条件执行、数据库访问、循环和国际化。
JSTL是在JCP下，作为JSR 52被开发出来的。2006年5月8日发布了JSTL 1.2，接下来是2011年12月7日的JSTL 1.2.1。

## 概述
JSTL提供了一个有效的途径，以在JSP页面中嵌入逻辑，而不是直接嵌入Java代码。使用标准标签集，减少了Java代码导致的不连续，从而提高代码的可维护性，并达到应用软件代码开发与用户界面间的关注点分离。
- 下面是全部六个JSTL标签库的描述：
  - 核心库 （页面存档备份，存于）（英文），如<c:if>和<c:when>。
  - 格式化库 （页面存档备份，存于）（英文），具有国际化功能。
  - 数据库标签库 （页面存档备份，存于）（英文），包括查询、创建和更新数据库表的标签。
  - XML库 （页面存档备份，存于）（英文）。
  - 函数库 （页面存档备份，存于）（英文）。
  - TLV （页面存档备份，存于）（英文）允许JSP页面的XML视图在翻译时验证。JSTL提供的TLV允许标签库作者根据JSP页面中脚本元素的使用和被允许的标签库来执行限制条件。

- 除JSTL之外，JCP还有如下的JSR来开发标准JSP标签库：
  - JSR 128 （页面存档备份，存于）（英文）：JESI——Edge Side Includes（英语：Edge Side Includes）的JSP标签库（不活跃）
  - JSR 267 （页面存档备份，存于）（英文）：Web服务的JSP标签库。